# Usini
Usini (sardisk: Ùsini) er en by og en kommune (comune) i provinsen Sassari i regionen Sardinien i Italien. Byen ligger i 200 meters højde og har 4.365 indbyggere (2016). Kommunen har et areal på 30,74 km² og grænser op til kommunerne Ittiri, Ossi, Sassari, Tissi og Uri.